# Spencer Dryden
Spencer Dryden (* 7. April 1938 in New York City; † 10. Januar 2005 in Penngrove, Kalifornien) war ein US-amerikanischer Schlagzeuger.

## Leben
Spencer Dryden wuchs in Los Angeles als Sohn des Schauspielers Wheeler Dryden auf, welcher ein Halbbruder des Schauspielers und Regisseurs Charlie Chaplin war. Von 1966 bis 1970 war er als Schlagzeuger Mitglied der US-Rock-Formation Jefferson Airplane und wirkte unter anderem an dem Album Volunteers mit, das als eine der wichtigsten Rock-LPs der späten 1960er Jahre gilt. Von 1970 bis 1978 war er Schlagzeuger der New Riders of the Purple Sage. 2005 starb er an Darmkrebs.
| Personendaten    | Personendaten                               |
| ---------------- | ------------------------------------------- |
| NAME             | Dryden, Spencer                             |
| KURZBESCHREIBUNG | US-amerikanischer Schlagzeuger              |
| GEBURTSDATUM     | 7. April 1938                               |
| GEBURTSORT       | New York City, New York, Vereinigte Staaten |
| STERBEDATUM      | 10. Januar 2005                             |
| STERBEORT        | Penngrove, Kalifornien, Vereinigte Staaten  |